# Zdzisław Antczak
Zdzisław Antczak (Miłkowice, 20 de novembro de 1947) é um ex-handebolista profissional polaco, medalhista olímpico.